# Castello di San Giorgio
Das Castello di San Giorgio ist eine Niederungsburg in der lombardischen Stadt Mantua in Italien. Sie zählt zu den bedeutendsten militärischen Anlagen des Spätmittelalters in Oberitalien und ist eines der repräsentativsten Bauwerke der Stadt. Das Castello di San Giorgio war das erste von den Gonzaga errichtete Bauwerk und wurde im Laufe der Zeit in einen Adelssitz verwandelt. Später diente es als Gefängnis. Es ist Teil des Palazzo Ducale.

## Geschichte
Das Castello di San Giorgio gehört zu jenen Burgen, die im Zuge der Festigung der Signorien in mehreren oberitalienischen Städten zwischen dem 14. und 15. Jahrhundert entstanden sind. Sie ist Ausdruck des meist wackeligen Machtanspruchs der Herrscherfamilien, nachdem die Kommune oder eine andere Signoria entweder gewaltsam oder mit Hilfe politisches Machtkalküls ausgeschaltet wurde. Ihr Bau sollte dementsprechend zunächst den Burgherren vor allem vor der aufständischen Bevölkerung oder vor rivalisierenden Familien schützen. Auch das Castello di San Giorgio lag als Fluchtburg konzipiert am Rande der Stadt. Erst in zweiter Linie war die Burg als Schutzbau vor äußeren Feinden gedacht.

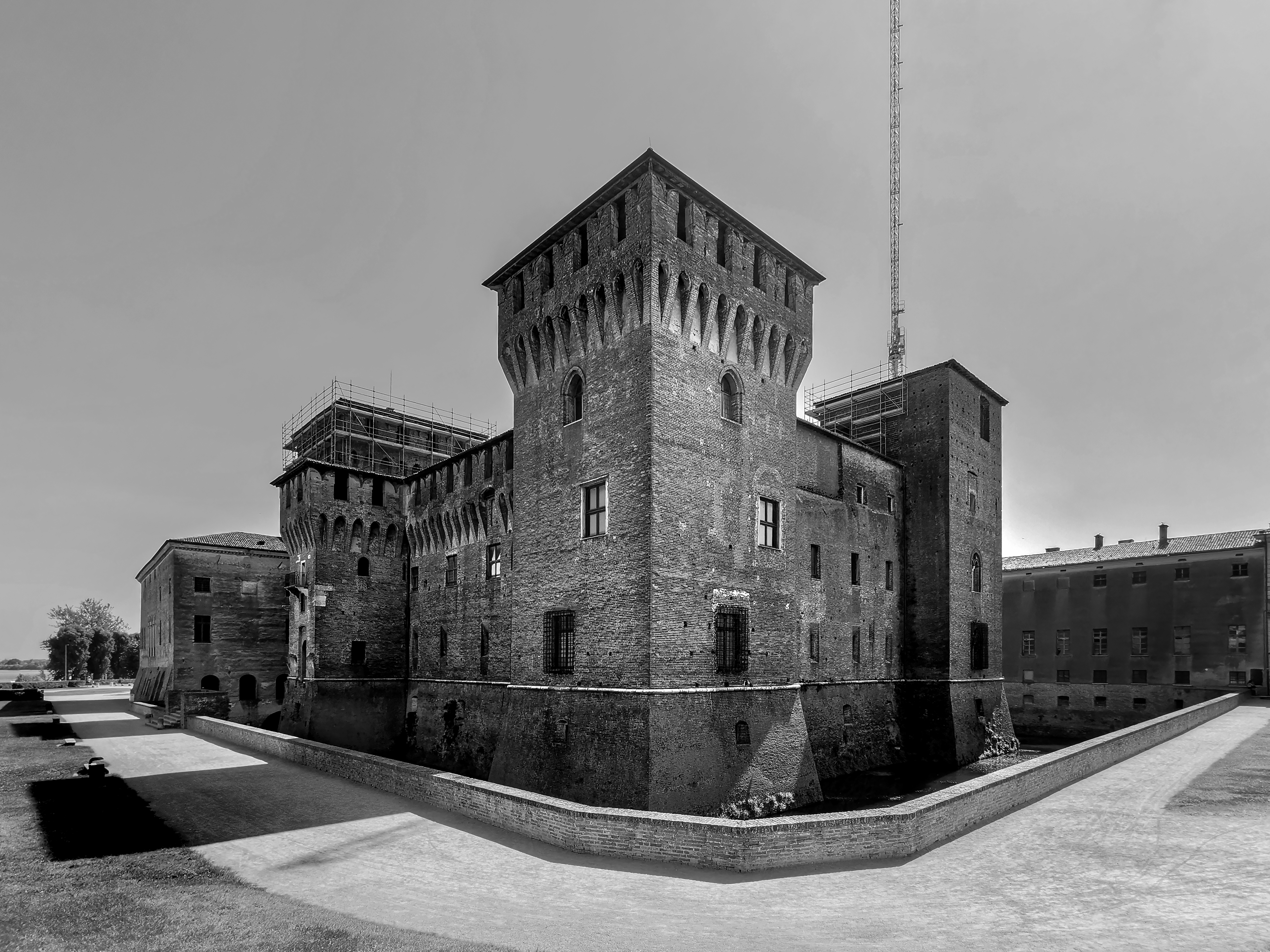
Nord- und Ostseite mit dem nordöstlichen Eckturm und dem Wassergraben. In dem Turm befindet sich die von Mantegna ausgeschmückte Camera degli Sposi, 2022

Ursprünglich wurde sie als Castello di Mantova bezeichnet. Der Name San Giorgio lehnt sich an die gleichnamige über die beiden Mincio-Seen, dem Oberen und Mittleren See, führende Brücke und den am Ende der Brücke liegenden, befestigten Ortsteil San Giorgio an. Er taucht erstmals zu Ende des 19. Jahrhunderts auf.
Der Wehrbau wurde im Auftrag von Francesco I. Gonzaga ab 1395 anstelle der Kirche Santa Maria di Capo di Bove erbaut und im Jahre 1406 vollendet. Architekt war Bartolino da Novara. Vermutlich plante aber bereits der Vater von Francesco, Ludovico II. Gonzaga, den Bau, auch wenn er schließlich unter seinem Sohn Francesco I. ausgeführt wurde. Mit ausschlaggebend für den Bau war der kurz zuvor vollendete Neubau der Brücke San Giorgio, als eine neue Steinbrücke die alte Holzbrücke ersetzte. Francesco I. wollte mit der Burg die Ostseite der Stadt zusätzlich schützen. Bei ihrem Bau  wurde ein bereits Ende des 13. oder zu Beginn des 14. Jahrhunderts zum Schutz der Stadtmauern errichteter Wehrturm oder eine kleinere Wehranlage integriert.
Für den Abriss der Kirche musste sich der Gonzaga das Einverständnis bei Papst Bonifatius IX. einholen. Bereits 1390 sprach Francesco I. deswegen beim Papst vor. Doch weder die zögerliche Kirche, die ihn fünf Jahre auf eine Antwort warten ließ, noch die beim Volk unpopuläre Maßnahme brachten ihn von seinem Vorhaben ab. Für den Bau seiner Burg kam für ihn kein anderer Standort in Frage. Welche Bedeutung er der Anlage beimaß, wird auch in der Wahl einer der bedeutendsten Militärarchtekten seiner Zeit, Bartolino da Novara, deutlich.
Die abschreckende Wirkung, die der Wehrbau ausgeübt haben mag, geht auch daraus hervor, dass er nie angegriffen wurde. Erst 1630, nachdem die Burg bereits keine militärische Bedeutung mehr innehatte, wurde sie im Zuge des Mantuanischen Erbfolgekrieges während des Sacco von Mantua von den Landsknechten Kaiser Ferdinand II. eingenommen.
1459 verlegte Ludovico III. Gonzaga seinen Hof in die Burg, um in seiner Residenz Platz zu machen für das von Pius II. einberufene Konzil von Mantua. Mit dem Umzug ging auch eine weitgehende Umgestaltung der Innenräume unter dem Architekten Luca Fancelli einher, infolgedessen das Castello di San Giorgio seine militärische Funktion endgültig verlor. Fancelli beschränkte sich aber nicht nur auf die Innenräume, sondern auch der Innenhof wurde 1472 in Teilen umgebaut und mit Arkaden im Stil der Renaissance ausgestattet. In der Umbauphase entstand zwischen 1465 und 1474 auch die von Andrea Mantegna ausgeschmückte Camera degli Sposi.
1490 zog Isabella d’Este, die frisch vermählte Gattin von Francesco II. Gonzaga und eine der einflussreichsten Frauen der Renaissance, in ein Apartment des Piano nobile ein. Im Jahr 1496 wurde der Condottiere Paolo Vitelli, der von Francesco II. Gonzaga gefangen genommen worden war, in den Kerkern der Burg eingesperrt. In die von Isabella d’Este freigemachten Räume zog 1519 ihr Sohn Federico II. Gonzaga ein, nachdem seine Mutter in den alten Hof umgezogen war.
Im Laufe des 16. Jahrhunderts wurden weitere bauliche Veränderungen durch Giulio Romano und Giovan Battista Bertani vorgenommen, wobei auch die bislang vom Umbau verschonten Innenräume umgestaltet wurden und damit ihr ursprünglicher spätmittelalterlicher Aufbau vollständig verloren ging. Die an das Castello angrenzende und durch einen Gang mit ihm verbundene Palazzina della Paleologa wurde 1531 ebenfalls nach einem Entwurf von Giulio Romano errichtet. Der Bau wurde 1899 wieder abgerissen.
Das Castello di San Giorgio blieb zusammen mit anderen angrenzenden Gebäuden etwa ein Jahrhundert lang die Residenz des Fürsten, bis Guglielmo Gonzaga in der zweiten Hälfte des 16. Jahrhunderts seine Wohnung in den renovierten alten Hof verlegte. Ab der zweiten Hälfte des 17. Jahrhunderts nutzten die Gonzaga neben dem Kerker im Keller den über dem Piano nobile liegende zweite Stock als zusätzliches Gefängnis für politische Widersacher.
1786 fand unter der Herrschaft der Habsburger das Regierungsarchiv seinen Sitz in der Burg. Das 1868 in Staatsarchiv umbenannte Archiv befand sich bis Anfang des 20. Jahrhunderts dort. Nach dem napoleonischen Zwischenspiel wurde 1815 unter Österreichischer Herrschaft im Gefängnis des zweiten Stocks erneut politische Gefangene eingesperrt. Neben den Zellen waren auch eine Folterkammer, ein Krankenzimmer sowie die Wohnung des Gefängnisdirektors hier untergebracht. Im Zuge des Risorgimento wurden 1852 einige der später hingerichteten elf „Märtyrer von Belfiore“ und andere italienische Patrioten, wie Ciro Menotti, Pietro Frattini oder Pier Fortunato Calvi, hier gefangen gehalten. Felice Orsini gelang 1856 als Einzigem die Flucht aus dem Gefängnis.
Während der österreichischen Herrschaft wurde der Bau schwer in Mitleidenschaft gezogen. Es wurden Zwischendecken und Wände herausgerissen, neue Wanddurchbrüche angelegt und die mit Wandmalereien geschmückten Wände verputzt. Zwischen 1910 und 1912 fanden erste Restaurierungsarbeiten statt. 1923 wurden die Räume im Erdgeschoss des Ostflügels restauriert und Ende der 1920er Jahre fanden weitere umfangreiche Restaurierungsarbeiten im Innen- und Außenbereich statt. 1935 musste der südwestliche Eckturm saniert werden, nachdem durch Regenwasserinfiltrationen die aus der Schule von Giulio Romano stammenden Fresken schwer beschädigt worden waren.
Während des 20. Jahrhunderts fanden weitere Restaurierungsarbeiten statt, so beispielsweise in den 1950er und 1980er Jahren in der Camera degli Sposi. Beim Erdbeben in Norditalien 2012 wurde auch das Castello di San Giorgio teilweise beschädigt, was eine Reihe von Arbeiten nach sich zog. Die 2015 abgeschlossenen Restaurierungsarbeiten an den Mantegna-Fresken wurden dabei von Experten teilweise heftigst kritisiert.

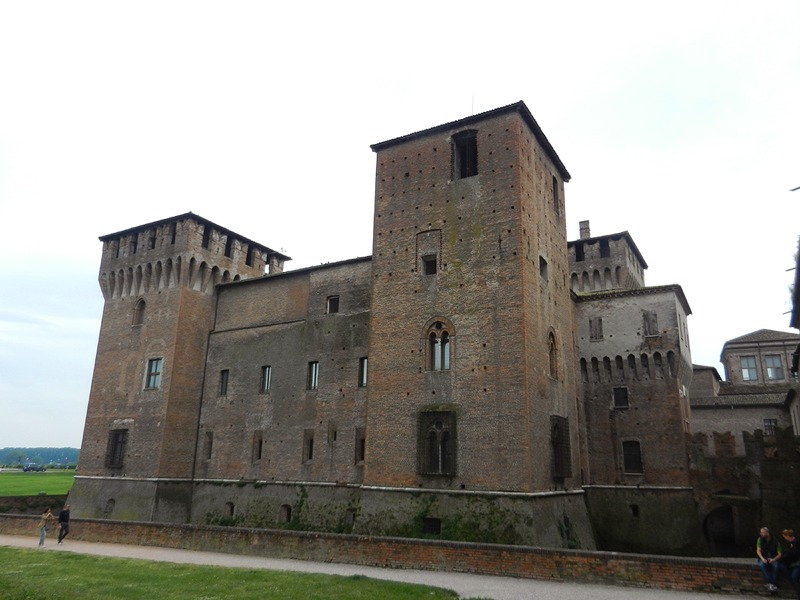
Nordseite mit dem älteren nordwestlichen Eckturm
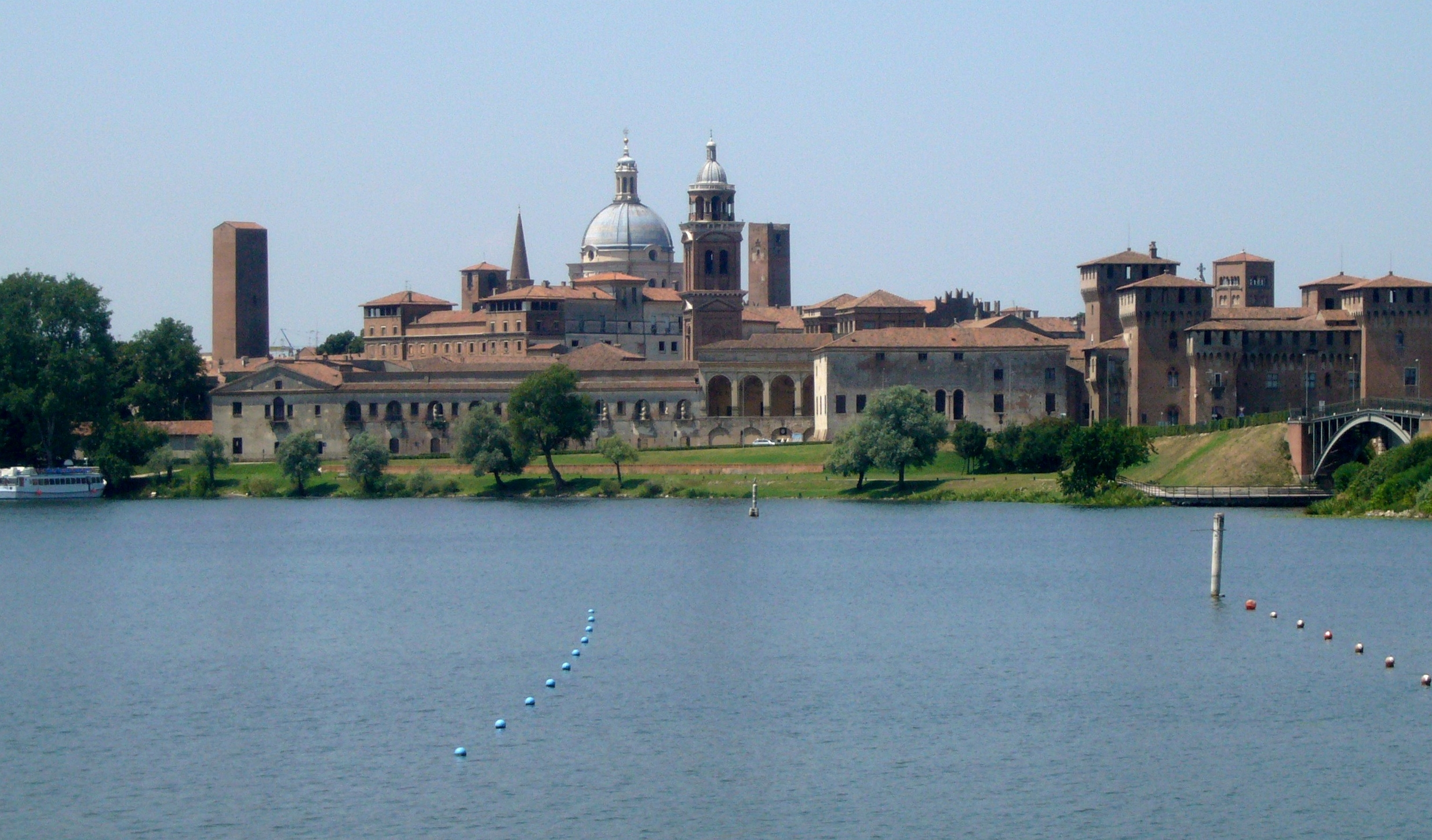
Die „Skyline“ von Mantua mit dem Castello di San Giorgio am rechten Bildrand
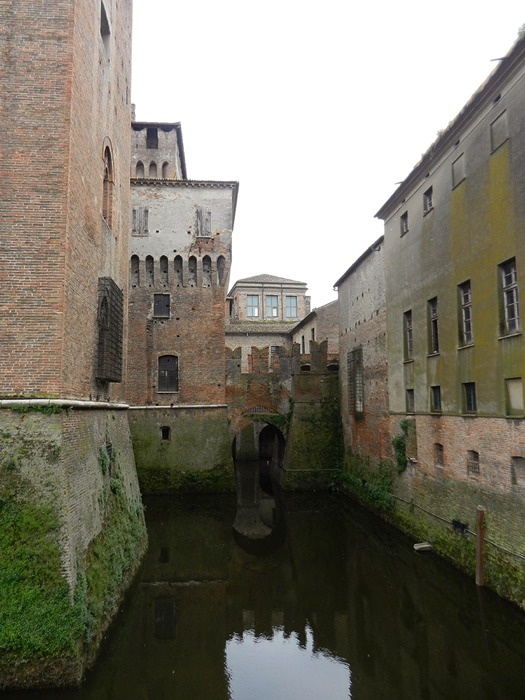
Südseite mit dem Zugang von der Piazza Castello
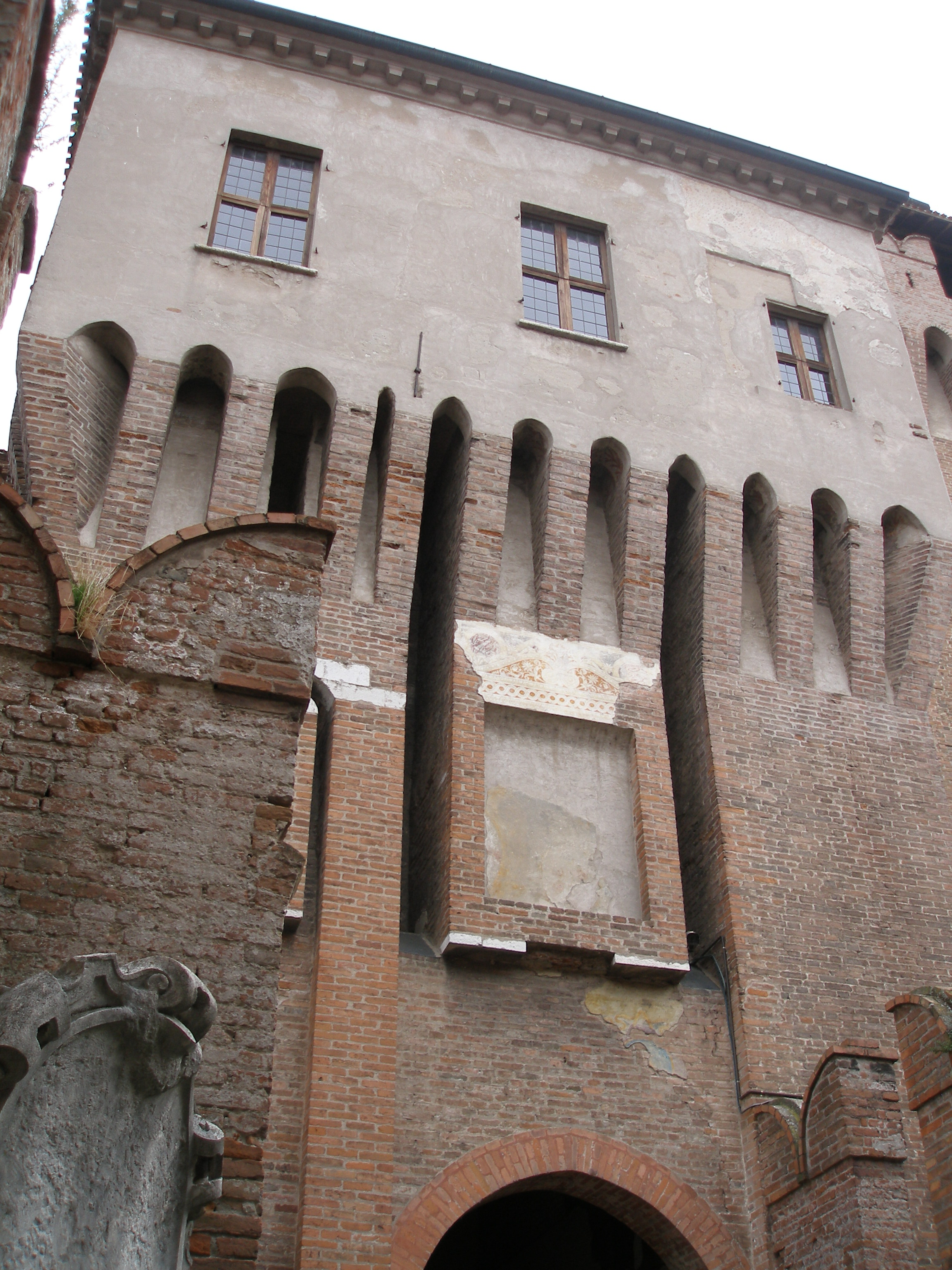
Westliches Burgtor mit Wurferkern und den Maueröffnungen der Zugbrücke

## Beschreibung
Die Anlage hat einen fast quadratischem Grundriss mit vier Ecktürmen und drei Toren. Sie ist vollständig von einem Wassergraben umgeben, der einst von drei Zugbrücken überspannt wurde. Der nordwestliche Eckturm und der angrenzende Flügel unterscheiden sich in ihrem Baustil vom Rest des Baus und stammen von einem älteren Vorgängerbau. So besitzt der Turm über keine Zinnen und die Säulen der Arkaden im Innenhof des angrenzenden Flügels verfügen über Kapitelle, die in ihrer Form nicht Bartolino da Novara zugeordnet werden können und bereits zu Ende des 13. oder zu Beginn des 14. Jahrhunderts errichtet wurden. Der etwas höhere südwestliche Eckturm erfüllte vermutlich auch die Funktion eines Bergfriedes.
Die eigentliche Charakteristik des Baus stellt die vorkragende, krenelierte Brustwehr mit Wehrgang dar. Für die Nahverteidigung ist er zusätzlich mit Wurferkern versehen, die sich über die gesamte Länge der Burgmauern entlangziehen. Lediglich der ältere nordwestliche Eckturm weicht von diesem Verteidigungsschema ab, womit er auch der Schwachpunkt des gesamten Bollwerkes ist. Womöglich plante Bartolino den Turm anzupassen, was aber letztlich aus unbekannten Gründen unterblieb.
Während der angrenzende Palazzo Ducale im Laufe der Zeit mehrmals nach den Vorstellungen des jeweiligen Besitzers umgestaltet wurde, legten die Gonzaga am Äußeren der Burg kaum Hand an. Zu den markantesten später erfolgten Veränderungen gehören die rechteckigen Fenster, während die gotischen Biforien noch vom Originalbau stammen.
Im Komplex des Palazzo Ducale nimmt das Castello di San Giorgio nach wie vor eine isolierte Lage ein, wodurch die Charakteristik des Baus erhalten geblieben ist und seine besondere Bedeutung hervorgehoben wird.

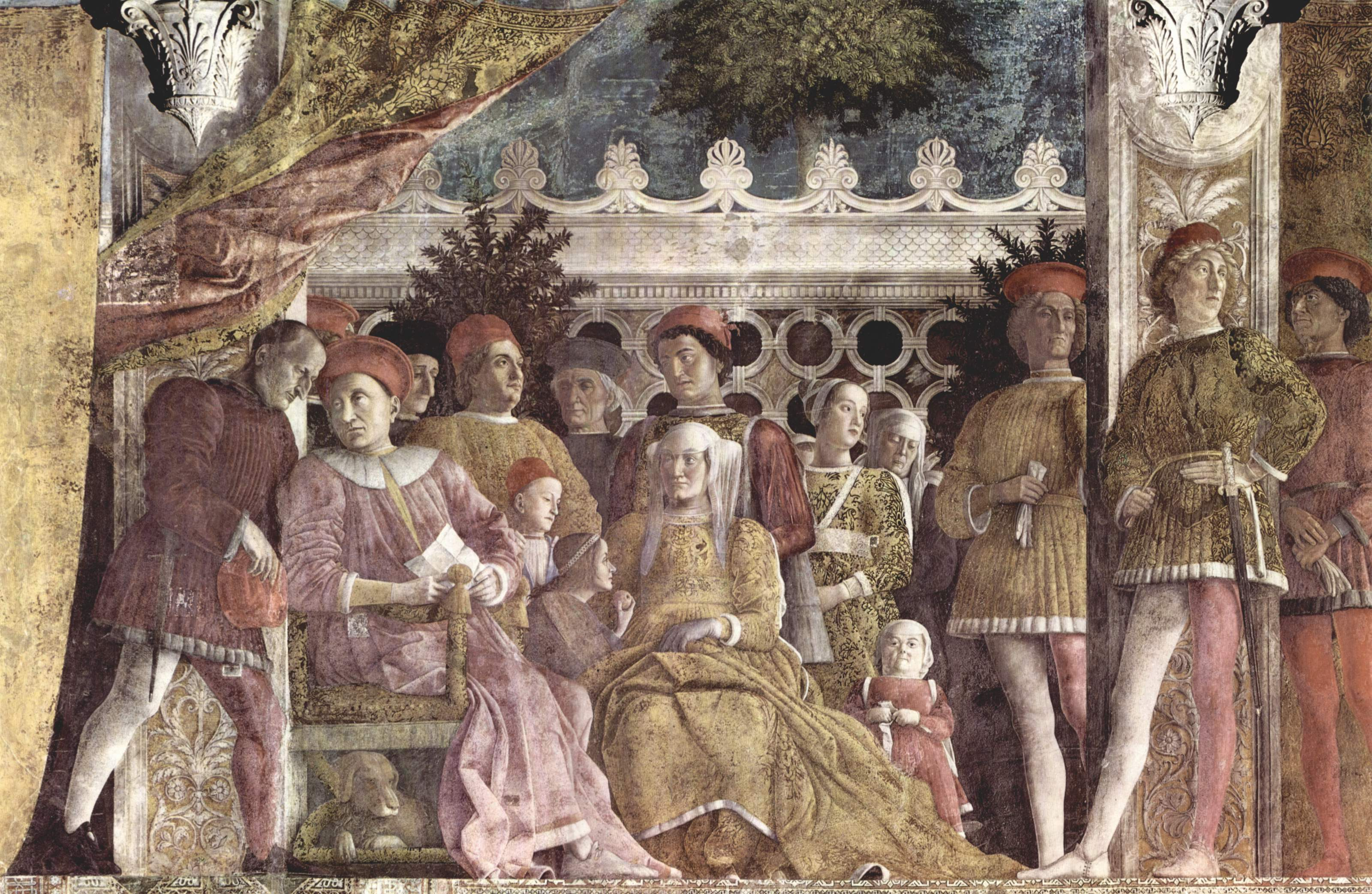
Andrea Mantegna, Camera degli Sposi, Seite Hofwand

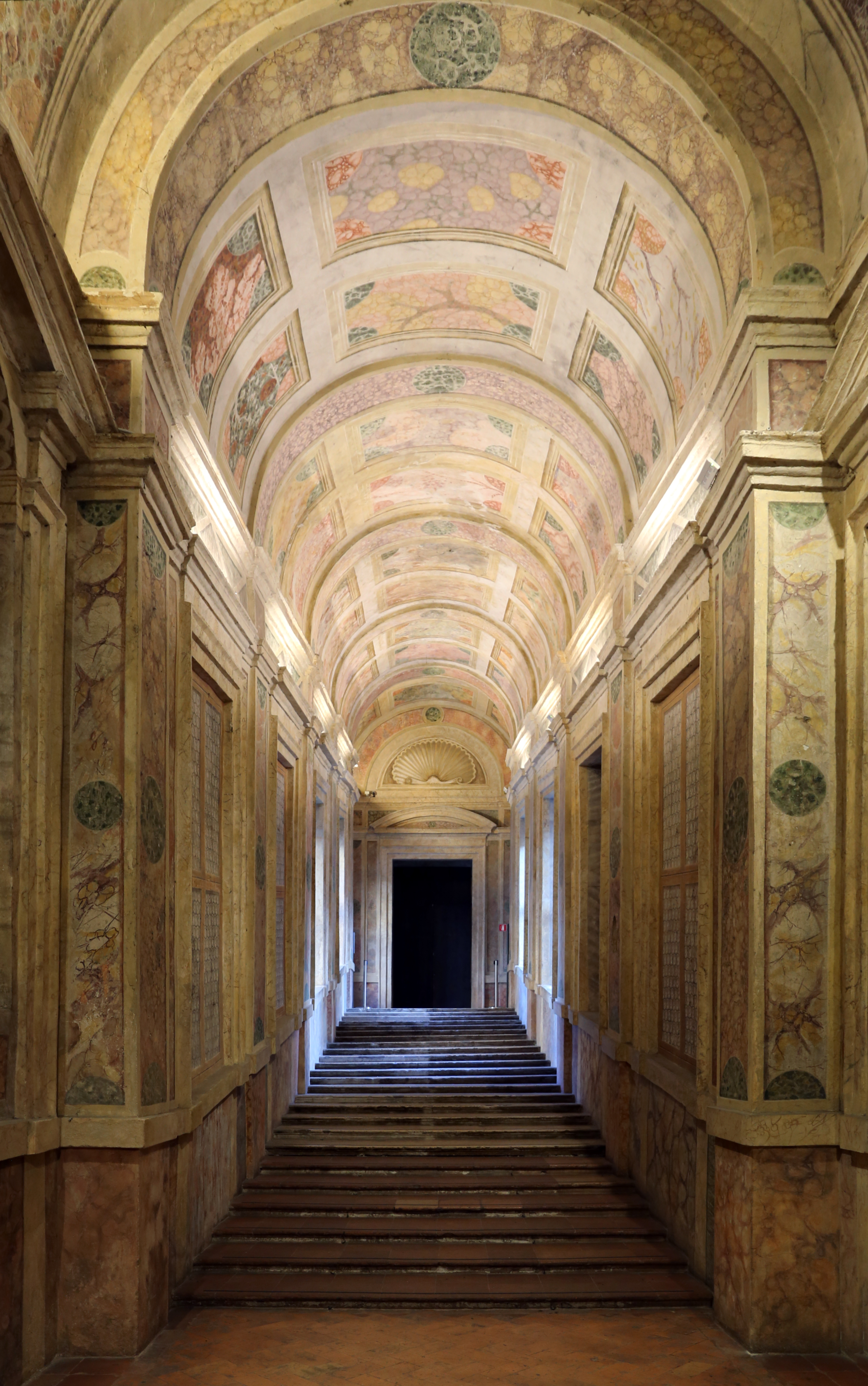
Scalone di Enea

### Die Säle
- Sala dei Soli, im Erdgeschoss gelegen und mit Fresken aus dem 15. Jahrhundert geschmückt, wurde im Jahr 1531 von Giulio Romano und anschließend von Giovanni Battista Bertani ausgemalt[20]
- Sala degli Affreschi (Saal der Fresken), parallel zum Sala degli Stemmi (Saal der Wappen)
- Sala delle Sigle im Piano nobile, benannt nach den am Stichkappengewölbe angebrachten Monogrammen FYS, für Francesco II. und seiner Frau Isabella
- Grotta di Isabella d’Este, Teil der Wohnung von Isabella d’Este
- Sala delle Armi, mit zwölf von Giulio Romano gemalten heraldischen Wappen
- Capella del Bertani, von Bertani im Jahre 1563 erbaute Kapelle[20]
- Stanza di Mezzo (Mittelraum)
- Stanza del Fregio
- Camera delle Cappe, mit einem mit Fresken ausgeschmückten Tonnengewölbe
- Sala dello Zodiaco (Sternzeichensaal), mit Resten von Fresken, die der Schule von Giulio Romano zugeschrieben werden
- Camera degli Sposi, von Andrea Mantegna zwischen 1465 und 1475 ausgemalter Saal.

### Scalone di Enea
Der Scalone di Enea (Die Treppe des Aeneas) ist ein Werk von Bertani aus dem Jahr 1549. Sie wurde erbaut, nachdem Kardinal Ercole Gonzaga zum Vorsteher der herzoglichen Bauhütten gewählt worden war und verbindet das Castello di San Giorgio direkt mit dem Salone di Manto im Palazzo Ducale. Am Ende der Treppe befindet sich der Innenhof mit seiner Loggia, ein Werk von Luca Fancelli aus dem Jahr 1472, nach einem Entwurf von Andrea Mantegna.